# Chéticamp
Chéticamp är en stad i Nova Scotia, Kanada på Kap Bretonöns norra kust. Staden har ca 4 000 invånare och utgör tillsammans med grannstäderna Saint-Joseph-du-Moine och Margaree den största franskspråkiga regionen på ön.
Chéticamp är en gammal fiskarstad och fiske utgör fortfarande en av huvudnäringarna tillsammans med turism. Staden är ansedd som en av de mest pittoreska i Nova Scotia och belägen i ett naturskönt område.